# Schock Live
Schock Live es el primer álbum en vivo de la banda alemana de metal industrial, Eisbrecher, fue lanzado el 25 de septiembre de 2015. El álbum cuenta con cuatro ediciones: dos CD en digipack con un total de 2 horas y 15 minutos; dos DVD Digipack de un total de 3 horas y 38 minutos; Blu-Ray con el total de 3 horas y 38 minutos; Y una edición con un libro de fotos de 40 páginas y 5 discos que son 2 CDs, 2 DVD y 1 Blu-Ray.

## Contenido de los DVD

### DVD 1
| Circus Krone, Múnich (Alemania), 3 de junio de 2015 | Circus Krone, Múnich (Alemania), 3 de junio de 2015 | Circus Krone, Múnich (Alemania), 3 de junio de 2015 | Circus Krone, Múnich (Alemania), 3 de junio de 2015 |
| N.º                                                 | Título                                              | Duración                                            | Traducción                                          |
| --------------------------------------------------- | --------------------------------------------------- | --------------------------------------------------- | --------------------------------------------------- |
| 1                                                   | Intro Maschine                                      | 2:10                                                | Introducción de la máquina                          |
| 2                                                   | Volle Kraft voraus                                  | 4:13                                                | A toda máquina                                      |
| 3                                                   | So oder so                                          | 5:09                                                | De un modo u otro                                   |
| 4                                                   | Antikörper                                          | 4:30                                                | Anticuerpo                                          |
| 5                                                   | Willkommen Im Nichts                                | 5:21                                                | Bienvenido a la nada                                |
| 6                                                   | 1000 Narben                                         | 5:25                                                | 1000 Cicatrices                                     |
| 7                                                   | Fehler Machen Leute                                 | 4:35                                                | Errores hacen a las personas                        |
| 8                                                   | Noch zu retten                                      | 4:41                                                | Aún puede salvarse                                  |
| 9                                                   | Amok                                                | 5:03                                                | Locura                                              |
| 10                                                  | Leider                                              | 6:07                                                | Por desgracia                                       |
| 11                                                  | Prototyp                                            | 4:35                                                | Prototipo                                           |
| 12                                                  | Rot wie die Liebe                                   | 4:19                                                | Rojo como el amor                                   |
| 13                                                  | Himmel, Arsch Und Zwirn                             | 5:46                                                | ¡Al carajo con el cielo!                            |
| 14                                                  | Schock                                              | 4:05                                                | Conmoción                                           |
| 15                                                  | Schwarze Witwe                                      | 4:08                                                | Viuda negra                                         |
| 16                                                  | Zwischen Uns                                        | 4:39                                                | Entre nosotros                                      |
| 17                                                  | Vergissmeinnicht                                    | 6:50                                                | No-me-olvides                                       |
| 18                                                  | This Is Deutsch                                     | 5:52                                                | Esto es Alemania                                    |
| 19                                                  | Eiszeit                                             | 5:01                                                | Era de hielo                                        |
| 20                                                  | Verrückt                                            | 5:02                                                | Demente                                             |
| 21                                                  | Färberspiel                                         | 1:21                                                | Juego de Färber                                     |
| 22                                                  | Miststück                                           | 8:51                                                | Perra (Literalmente "Pedazo de mierda")             |
| 23                                                  | Schlachtbank                                        | 5:58                                                | Matadero                                            |

### DVD 2
| N.º | Título                                                | Duración | Traducción                    |
| --- | ----------------------------------------------------- | -------- | ----------------------------- |
| 1   | Schock (Fast Die Ganze) Welt-Tour 2015 (Reisebericht) |          |                               |
| 2   | Bandtherapeut Dr. Dietz                               | 10:08    |                               |
| 3   | Der Flieger (Soundcheck-Track)                        | 4:09     | El aviador (Prueba de sonido) |
| 4   | Zwischen Uns (Videoclip)                              | 4:11     | Entre nosotros (Videoclip)    |
| 5   | Rot wie die Liebe (Videoclip)                         | 3:57     | Rojo como el amor (Videoclip) |

## Contenido del Blu-ray

### Blu-ray
| Circus Krone, Múnich (Alemania), 3 de junio de 2015 | Circus Krone, Múnich (Alemania), 3 de junio de 2015   | Circus Krone, Múnich (Alemania), 3 de junio de 2015 | Circus Krone, Múnich (Alemania), 3 de junio de 2015 |
| N.º                                                 | Título                                                | Duración                                            | Traducción                                          |
| --------------------------------------------------- | ----------------------------------------------------- | --------------------------------------------------- | --------------------------------------------------- |
| 1                                                   | Intro Maschine                                        | 2:10                                                | Introducción de la máquina                          |
| 2                                                   | Volle Kraft voraus                                    | 4:13                                                | A toda máquina                                      |
| 3                                                   | So oder so                                            | 5:09                                                | De un modo u otro                                   |
| 4                                                   | Antikörper                                            | 4:30                                                | Anticuerpo                                          |
| 5                                                   | Willkommen Im Nichts                                  | 5:21                                                | Bienvenido a la nada                                |
| 6                                                   | 1000 Narben                                           | 5:25                                                | 1000 Cicatrices                                     |
| 7                                                   | Fehler Machen Leute                                   | 4:35                                                | Errores hacen a las personas                        |
| 8                                                   | Noch zu retten                                        | 4:41                                                | Aún puede salvarse                                  |
| 9                                                   | Amok                                                  | 5:03                                                | Locura                                              |
| 10                                                  | Leider                                                | 6:07                                                | Por desgracia                                       |
| 11                                                  | Prototyp                                              | 4:35                                                | Prototipo                                           |
| 12                                                  | Rot wie die Liebe                                     | 4:19                                                | Rojo como el amor                                   |
| 13                                                  | Himmel, Arsch Und Zwirn                               | 5:46                                                | ¡Al carajo con el cielo!                            |
| 14                                                  | Schock                                                | 4:05                                                | Conmoción                                           |
| 15                                                  | Schwarze Witwe                                        | 4:08                                                | Viuda negra                                         |
| 16                                                  | Zwischen Uns                                          | 4:39                                                | Entre nosotros                                      |
| 17                                                  | Vergissmeinnicht                                      | 6:50                                                | No-me-olvides                                       |
| 18                                                  | This Is Deutsch                                       | 5:52                                                | Esto es Alemania                                    |
| 19                                                  | Eiszeit                                               | 5:01                                                | Era de hielo                                        |
| 20                                                  | Verrückt                                              | 5:02                                                | Demente                                             |
| 21                                                  | Färberspiel                                           | 1:21                                                | Juego de Färber                                     |
| 22                                                  | Miststück                                             | 8:51                                                | Perra (Literalmente "Pedazo de mierda")             |
| 23                                                  | Schlachtbank                                          | 5:58                                                | Matadero                                            |
| 24                                                  | Schock (Fast Die Ganze) Welt-Tour 2015 (Reisebericht) |                                                     |                                                     |
| 25                                                  | Bandtherapeut Dr. Dietz                               | 10:08                                               |                                                     |
| 26                                                  | Der Flieger (Soundcheck-Track)                        | 4:09                                                | El aviador (Prueba de sonido)                       |
| 27                                                  | Zwischen Uns (Videoclip)                              | 4:11                                                | Entre nosotros (Videoclip)                          |
| 28                                                  | Rot wie die Liebe (Videoclip)                         | 3:57                                                | Rojo como el amor (Videoclip)                       |